# Ландо, Джо
Джо Ландо (англ. Joe Lando; род. 9 декабря 1961, Прери-Вью, Иллинойс, США) — американский актёр, прославившийся ролью Джейка Харрисона в мыльной опере «Одна жизнь, чтобы жить» и Байрона Салли в телесериале «Доктор Куин, женщина-врач» (1993—1998). Он также сыграл главную роль и выступил исполнительным продюсером подросткового сериала «Выше земли» (2000). Лауреат серебряной и бронзовой немецкой награды «Bravo Otto» (в 1994 и 1995) в категории «лучший телевизионный актёр».

## Биография
Джозеф Джон Ландо родился 9 декабря 1961 года в небольшом городке Прери-Вью, штат Иллинойс. Посещал старшую школу им. Стивенсона в Линкольншире.
В 1980-х Джо Ландо переехал из Чикаго в Лос-Анджелес, мечтая стать актёром. Долгие годы он работал поваром и посещал актёрские курсы, в 1986 году снялся в небольшой роли в фильме «Звёздный путь 4: Дорога домой». Первый успех к нему пришёл в 1990—1992 годах, когда на протяжении 370 эпизодов Джо играл роль «хорошего парня» Джейка в дневной мыльной опере «Одна жизнь, чтобы жить».
В 1992 году Ландо начал сниматься в сериале «Доктор Куин, женщина-врач» в роли Байрона Салли, путешественника и друга индейского племени шайеннов, а также возлюбленного главной героини (в исполнении Джейн Сеймур). Джо был первым актёром, утверждённым на роль в сериале; директор по кастингу CBS порекомендовал его создательнице шоу и исполнительному продюсеру Бет Салливан, которая сразу же определила его на роль Салли. После премьеры первого сезона, в 1993 году журнал People включил его в список «50 самых красивых людей в мире» (англ. 50 Most Beautiful People in the World). Лето того же года Ландо провёл на съёмках мыльной оперы «Направляющий свет».
После завершения «Доктора Куин» в 1998 году, Ландо приступил к следующему проекту, подписав контракт с телеканалом Fox на главную роль в сериале «Выше земли», в котором он также выступил в качестве исполнительного продюсера. Актёр сыграл роль Питера Скраброу, бывшего наркомана и учителя, который работает с проблемными подростками. Сериал вышел в 2000 году и был закрыт после первого сезона.
В 2012 году снялся в сериале «Тайный круг» в роли тёмного мага Джона Блэквелла, отца главной героини (роль играет Бритт Робертсон).

## Личная жизнь
В 1992 году, во время съёмок первого сезона «Доктора Куин», Джо Ландо встречался с актрисой Джейн Сеймур, с которой они вместе играли влюблённую пару.
В 1997 году женился на Кирстен Барлоу. В браке родились четверо детей: трое сыновей Джек, Кристиан и Уильям, а также дочь Кейт.
В 2025 году дом в районе Пасифик-Палисейдс, в котором Ландо и его семья прожили 22 года, сгорел в результате массовых лесных пожаров в Южной Калифорнии. Джейн Сеймур приютила у себя Ландо вместе с семьёй в своём доме в Малибу.

## Фильмография
| Год       |    | Русское название              | Оригинальное название               | Роль                          |
| --------- | -- | ----------------------------- | ----------------------------------- | ----------------------------- |
| 1986      | ф  | Звёздный путь 4: Дорога домой | Star Trek IV: The Voyage Home       | полицейский                   |
| 1990      | ф  | Я люблю тебя до смерти        | I Love You to Death                 | доставщик пиццы               |
| 1990      | с  | Красавица и Чудовище          | Beauty and the Beast                | подручный Габриэля            |
| 1990—1992 | с  | Одна жизнь, чтобы жить        | One Life to Live                    | Джейк Харрисон                |
| 1993—1998 | с  | Доктор Куин, женщина-врач     | Dr. Quinn, Medicine Woman           | Байрон Салли                  |
| 1993      | с  | Направляющий свет             | Guiding Light                       | Маколей Уэст                  |
| 1995      | с  | Няня                          | The Nanny                           | в роли самого себя            |
| 1998      | с  | Военно-юридическая служба     | JAG                                 | Кристофер Рэгл                |
| 1998      | ф  | Операция                      | No Code Of Conduct                  | Уиллдог                       |
| 2000      | с  | Выше земли                    | Higher Ground                       | Питер Скарброу                |
| 2003      | тф | Смертельный поток             | Killer Flood: The Day the Dam Broke | Дэвид Артур Пауэлл            |
| 2003      | тф | Дьявольский ветер             | Devil Winds                         | Питер Дженсен                 |
| 2004      | с  | Вечное лето                   | Summerland                          | Тайлер Джеймс Обрегон         |
| 2005—2006 | с  | Дикий огонь                   | Wildfire                            | Пит Риттер                    |
| 2005      | тф | Кровососы                     | Bloodsuckers                        | капитан Нельсон Черчилль      |
| 2010      | с  | Морская полиция: Спецотдел    | NCIS                                | лейтенант-коммандер Роб Кларк |
| 2010      | с  | Мелроуз-Плейс                 | Melrose Place                       | мистер Маккеллан              |
| 2012      | с  | Тайный круг                   | The Secret Circle                   | Джон Блэквелл                 |
| 2014      | с  | Зажигай!                      | Hit the Floor                       | детектив Рэй Харрис           |
| 2016      | ф  | Пресноводный                  | Freshwater                          | шериф Джонс                   |
| 2017      | ф  | Снайпер: Идеальное убийство   | Sniper: Ultimate Kill               | агент Джон Сэмсон             |
| 2018—2023 | с  | Дерзкие и красивые            | The Bold and the Beautiful          | судья Крейг Макмаллен         |
| 2020      | ф  | День другодарения             | Friendsgiving                       | красивый мужчина (камео)      |